# Acide cinnamique
L'acide cinnamique de formule C6H5–CH=CHCOOH (acide phényl-propènoique) est un acide organique qui se présente sous la forme d'une poudre blanche inodore, avec une faible solubilité dans l'eau.
Il a été découvert et purifié par Péligot et Dumas en 1834.
Il est obtenu à partir de l'extrait de la cannelle (en anglais cinnamon), l'écorce du Cinnamomum, un genre d'arbres et d'arbustes de la famille des Lauraceae (même famille que le laurier sauce). Son ester éthylique donne à la cannelle son odeur caractéristique. Il peut aussi être obtenu à partir de certains arbustes balsamiques. Il forme aussi une partie importante du baume de Tolu et du baume du Pérou. Ses esters sont également présents dans le styrax, un genre d'arbres ou d'arbustes poussant le plus souvent en Extrême-Orient et dont la résine est utilisée en parfumerie et en pharmacie pour la fabrication de pommade (baume). Il peut aussi être synthétisé de novo.
Il est principalement utilisé dans l'industrie du parfum, où ses esters de méthyle, d'éthyle et de benzyle sont odorants et recherchés. Il sert aussi pour la composition d'exhausteurs de goût, d'indigo synthétique et de certains produits pharmaceutiques.
L'acide cinnamique est aussi un intermédiaire dans la voie de biosynthèse de l'acide shikimique, ainsi que de tous les phénylpropanoïdes.
Il possède par ailleurs des propriétés antiseptique et antifongique, connues dès la période précolombienne, ainsi qu'en témoigne le taux de guérison élevé des trépanations réalisées à l'époque (voir l'article Médecine dans la préhistoire et la protohistoire). Il est aussi utilisé à la même époque dans le processus de momification.

## Synthèse
De nombreuses méthodes de synthèse de ce composé important ont été mises au point. La synthèse historique a été réalisée en 1856 par Cesare Bertagnini à partir du benzaldéhyde et du chlorure d'éthanoyle.
Les deux suivantes  sont les :
- Réaction de Perkin :

- Réaction de Döbner-Knövenagel :

## Biosynthèse
L'acide cinnamique est biosynthétisé par une grande partie des végétaux. C'est un des éléments de la voie des phénylpropanoïdes; il est produit par l'action de la phénylalanine ammonia-lyase (PAL) sur la phénylalanine.
Il est ensuite transformé en acide paracoumarique par l'action de la cinnamate 4-hydroxylase (C4H), qui lui donnera une grande série d'autres composés :
- d'autres phénylpropanoïdes, les acides (et esters) hydroxycinammiques comme l'acide caféique, l'acide férulique et l'acide sinapique
- les coumarines, par cyclisation interne
- les flavonoïdes, via la chalcone
- les lignines, polymères des monolignols, obtenus par deux réductions successives des acides cinnamique, férulique et sinapique;

L'acide cinnamique est aussi un précurseur des acides de la série benzoïque (via le thioester qu'il forme avec le coenzyme A), avec parmi eux l'acide benzoïque, l'acide salicylique, l'acide gallique, et leurs nombreux dérivés.

## Propriétés physiques

Équilibre entre les formes trans- et 'cis- de l'acide cinnamique

L'acide cinnamique se présente sous deux formes isomériques trans- et cis- (E et Z en nomenclature IUPAC). L'isoforme trans- est synthétisée dans les plantes à partir de la L-phénylalanine et constitue le précurseur d'un grand nombre de composés phénoliques.
L'isoforme cis- a été synthétisée et ses propriétés biologiques étudiées dès les années 1935.
Il a été montré qu'elle possède des propriétés de régulation de la croissance des plantes (activités d'élongations-promotions, inhibition la croissance des racines de céréales, rôle dans le murissement des bananes ou la germination des graines). Ces nombreuses activités biologiques l'opposent à la forme trans- qui est considérée comme physiologiquement  peu active.
La forme cis- était considérée comme très rare dans la nature, jusqu'en 2003 où elle fut trouvée dans le chou Brassica parachinensis.
D'autres formes cis- ont été trouvées chez les phénylpropanoïdes : les acides cis-p-coumarique, cis-férulique, et cis-caféique sont présents chez les plantes. Il a été montré que l'acide trans-cinnamique peut être isomérisé dans l'isoforme cis- chez l'arabette des dames (Arabidopsis thaliana) soumis à la lumière solaire.